# 後腹膜リンパ節郭清
後腹膜リンパ節郭清 (こうふくまくりんぱせつかくせい、retroperitoneal lymph node dissection, RPLND) とは精巣腫瘍に対する治療の手技の一つで、腹部にあるリンパ節を除去することである。正確な病期と組織型の決定にも役立つ。通常、胸骨から臍の下まで数インチ切開される。腹腔鏡的方法も用いられるが、それは開腹術よりも効果が小さいと考える外科医もいる。
精巣腫瘍の広がり方はよく知られていて、主要な転移先が後腹膜のリンパ節である。いかなる悪性疾患においても、摘出されたリンパ組織の検査によって、それの体内での広がりの範囲を定めることができる。悪性の組織が発見されなかった場合は、その癌が精巣に限局する stage I のものである可能性がより高まる。
RPLND は clinical stage I と II の非セミノーマ性胚細胞腫瘍 (non-seminomatous germ cell tumors, NSGCT) に対する標準的な治療となりつつある。これはこの手技での死亡率と再発率が経過観察するよりも低いためである。NSGCT は精巣癌の「他の」系統であるセミノーマよりも進行しやすいとも考えられている。またセミノーマは NSCGT よりも放射線感受性が高いため、非侵襲的である放射線治療がしばしば RPLND に優先されて行われる。
RPLND の潜在的な問題はほとんどが神経に関係している。脊髄と並行に走っている交感神経が術中に損傷または切断される可能性があり、それによって射精障害や不妊を来しうる。俗説とは異なり、勃起機能は RPLND によって損なわれない。それは勃起を司る神経が他の場所 (S2 から S4 由来の副交感神経) にあるためである。以上のことから、可能な箇所では神経温存術が用いられる。より低侵襲な腹腔鏡を用いた方法 (L-RPLND) が存在するが、より高価であり、より多くの時間がかかり、特殊な器材を必要とする。全ての病院がその器材を持っているわけではないだろう。開腹による RPLND (O-RPLND) にはより多くの問題の余地があるものの、それはリンパ節を郭清するのに均一に効果的な方法である。O-RPLND の欠点として、回復するのにより時間がかかること、患者が寝たきりの状態から再び歩けるようになるために理学療法が時々必要となることがある。あらゆる大手術と同様に、感染の可能性があり、腸閉塞と腸の癒着が起こりうる。
精巣摘除術の後に RPLND を施行する必要性について考えを異とする学派があり、その適用は腫瘍の組織型、病期により決定される。ほとんどのアメリカの医師は手術を勧めるが、ヨーロッパでは化学療法の方が多く行われている。化学療法後に残っている非悪性の腫瘍組織を除去するために RPLND が行われることがある (アジュバント)。それを行わないならばその遺残組織が再び悪性化し、過去に行ったものと同様のレジメンに対して抵抗性が生じる可能性がある。
化学療法施行前の RPLND は十分であり再発が起きない可能性があることから、効果的な取り組みであると考えられている。しかし、癌が再発した場合には、化学療法が手術を複雑化させうる。